# Юст, Эрнест Эрвинович
Эрне́ст Э́рвинович Юст (укр. Ернест Ервінович Юст; 17 июня 1927, Ужгород или Драгнов, Кошицкий край — 21 апреля 1992, Печ) — советский футболист, полузащитник. Мастер спорта СССР (1952), заслуженный тренер УССР (1970).

## Биография
С 1940 до 1946 года выступал за УАК (Ужгород), в 1947/48 и 1959/60 годах — за «Спартак» (Ужгород), с 1949 до 1958 года — за «Динамо» (Киев). В составе киевлян выиграл Кубок СССР 1954 года и «серебро» чемпионата СССР 1952 года. Всего в высшей лиге СССР сыграл 123 матча, забил 1 гол.
Окончил Киевский институт физкультуры.
Один из известнейших наставников львовских «Карпат» — выиграл с командой Кубок СССР 1969, играл в Кубке обладателей кубков, вывел коллектив во Всесоюзную высшую лигу и дважды занимал там 4-е место — 1976 (весна) и 1976 (осень), что является наивысшим достижением львовской команды за все годы.

## Карьера тренера
- 1960—1961 — тренер «Верховины» (Ужгород)
- 1962 — тренер «Авангарда» (Тернополь)
- 1963—1968, 1973 — тренер «Карпат» (Львов), работавший в команде со времени основания клуба.
- 1969—1971 и 1974—1978 — главный тренер «Карпат»
- 1972—1973 и 1978—1987 годах — тренер Львовского спортинтерната.

## Титулы и достижения

### Игрок
- Кубок СССР: 1954

### Главный тренер
- Кубок СССР: 1969
- Кубок Всесоюзного Спортивного Комитета (г. Львов): 1975[источник не указан 2717 дней]

## Мемориал Эрнеста Юста
С 2000 года Федерация футбола Львовской области проводит ежегодный турнир памяти Эрнеста Эрвиновича Юста. Обычно он проходит в январе — феврале.
| Год  | Победитель                  | Финалист                      | Счёт                    | Кол-во команд |
| ---- | --------------------------- | ----------------------------- | ----------------------- | ------------- |
| 2000 | «Динамо» (Львов)            | «Цементник-Хорда» (Николаев)  | 3:1                     | 8             |
| 2001 | «Карпаты» (Львов)           | «СКА-Орбита» (Львов)          | 1:0                     | 12            |
| 2002 | «Рава» (Рава-Русская)       | «Карпаты» (Трускавец)         | 1:1 (пенальти— 4:2)     | 15            |
| 2003 | «Нефтяник» (Долина)         | «Техно-Центр» (Рогатин)       | 2:1                     | 16            |
| 2004 | «Рава» (Рава-Русская)       | «Карпаты-2» (Львов)           | 1:0                     | 12            |
| 2005 | «Рава» (Рава-Русская)       | «Нафком-Академия» (Бровары)   | 2:1                     | 15            |
| 2006 | «Карпаты» (Каменка Бугская) | «Карпаты-2» (Львов)           | 0:0 (по пенальти — 3:2) | 12            |
| 2007 | «Нива» (Тернополь)          | «Сокол» (Суховоля)            | 4:1                     | 20            |
| 2008 | «Галичина» (Львов)          | «Княжа» (Добромиль)           | 2:0                     | 18            |
| 2009 | «Шахтёр» (Червоноград)      | «Газовик-Хуртовина» (Комарно) | 4:3                     | 28            |